# Бира, секс и рокендрол (албум)
„Бира, секс и рок&рол“ e първия студиен албум на българската рок група „Стари муцуни“. Издаден е през 1994 г.

## Списък на песните
Страна „А“
1. Бира, секс и рокенрол
2. Мързелив бирен ден
3. Купонът тече
4. Българско реге
5. Стари момчета
6. Нека се обичаме (с Милена Славова)

Страна „Б“
1. Гадже бонбон
2. Кръчмата на Спас
3. Нежна революция
4. Комунизъм блус
5. Какви времена
6. Панта рей

## Състав
- Георги Минчев – вокал
- Петър „Пеци“ Гюзелев – китара
- Иван Лечев – китара
- Ивайло Крайчовски – бас
- Георги „Жоро“ Марков – ударни